# 最も危険な愛し方
『最も危険な愛し方』（西: Sólo con tu pareja、英: Love in the Time of Hysteria）は、1991年のメキシコ映画。アルフォンソ・キュアロン監督の長編映画デビュー作品である。

## ストーリー
女たらしのトマスがある日体調不良のため病院へ行くと、血液検査でエイズであることがわかった。だがその診断結果はトマスにフられたナースが復讐のために改竄したものだったのだ。そうとは知らないトマスは絶望のために自殺しようとするのだが・・・。

## キャスト
- トマス：ダニエル・ヒメネス・カチョ
- クラリサ：クラウディア・ラミレス
- テレサ：アストリ・アダー
- マテオ：ルイス・デ・イカーサ